# Màslovo (Ivànovo)
|  | Per a altres significats, vegeu «Màslovo». |

Màslovo (en rus: Ма́слово) és un poble de l'óblast d'Ivànovo, a Rússia, que en el cens del 2010 no tenia cap habitant.